# Ноль, Людвиг
Людвиг Ноль (нем. Ludwig Nohl; 5 декабря 1831, Изерлон — 15 декабря 1885, Гейдельберг) — немецкий музыковед, преподаватель, писатель о музыке.

## Биография
Окончил гимназию в Дуйсбурге, затем изучал право в Бонне, Гейдельберге и Берлинский университет, одновременно брал уроки музыки у Зигфрида Дена и Фридриха Киля. С 1853 по 1856 год был стажёром, затем совершил образовательную поездку во Францию и Италию и после этого начал преподавать музыку в Гейдельберге. В 1860 году габилитировался (по творчеству Моцарта) и стал приват-доцентом истории музыки и музыкальной эстетики. В 1864 году переехал в Мюнхен, где в 1865 году за публикацию писем Моцарта был удостоен баварским королём звания профессора Мюнхенского университета, однако приступить к преподаванию не смог, так как университет его не принял. С 1868 по 1872 год жил в Баденвайлере, а затем вернулся в Гейдельберг. С 1875 года преподавал в политехникуме в Карлсруэ и в 1880 году стал в нём профессором музыки.
Был одним из самых известных и читаемых музыкальных писателей своего времени, занимался изучением биографий и творчества Моцарта, Бетховена, Вагнера. Был сторонником новонемецкой школы музыки. Главные работы: «Beethovens Leben» (1864—1877), «Musikalisches Skizzenbuch», «Neues Skizzenbuch» (1869), «Beethoven Liszt, Wagner» (1874) и «Mozarts Leben» (2 издания, 1877). Кроме того, издал «Mozarts Briefe» (2 издания, 1877). Согласно оценке «ЭСБЕ», написанные им биографии Бетховена и Моцарта «соединяют в себе увлекательную беллетристическую форму с точностью научного исследования».